# Guerra i pau
|  | Aquest article tracta sobre la novel·la original de Tolstoi. Vegeu-ne altres significats a «Guerra i pau (desambiguació)». |

Guerra i pau (en rus: Война и мир) és una novel·la de l'escriptor rus Lev Tolstoi (1828 – 1910). La va començar a escriure quan estava convalescent d'una caiguda de cavall que va patir durant una cacera l'any 1864.
La novel·la va aparèixer inicialment com una sèrie al diari Russki Véstnik (‘El missatger rus'; en rus: Русский Вестник), al número de gener de 1865. A la fi de 1869 es va publicar l'obra sencera.
És una de les obres més importants de la literatura russa, i de la mundial. Tolstoi volgué explicar les vicissituds de diferents personatges de tota mena i condició al llarg d'uns cinquanta anys de la història de Rússia, des de les guerres napoleòniques fins a la segona meitat del segle xix.

Tot i que les paraules pau i món són homònimes en rus (i s'escriuen de la mateixa manera des de la reforma ortogràfica russa de l'any 1918), no hi ha cap mena de dubte que Tolstoi es referia a la paraula pau, ja que ell mateix va traduir el títol del llibre al francès com a La guerre et la paix.
Tolstoi va dir que la millor literatura russa no s'ajusta als estàndards i, per tant, va dubtar a classificar Guerra i pau dient que no és una novel·la, ni tan sols és un poema, i encara menys una crònica històrica. Les grans seccions, especialment els capítols posteriors, són discussions filosòfiques més que narratives. Va considerar Anna Karènina com la seva primera novel·la veritable.

## Història

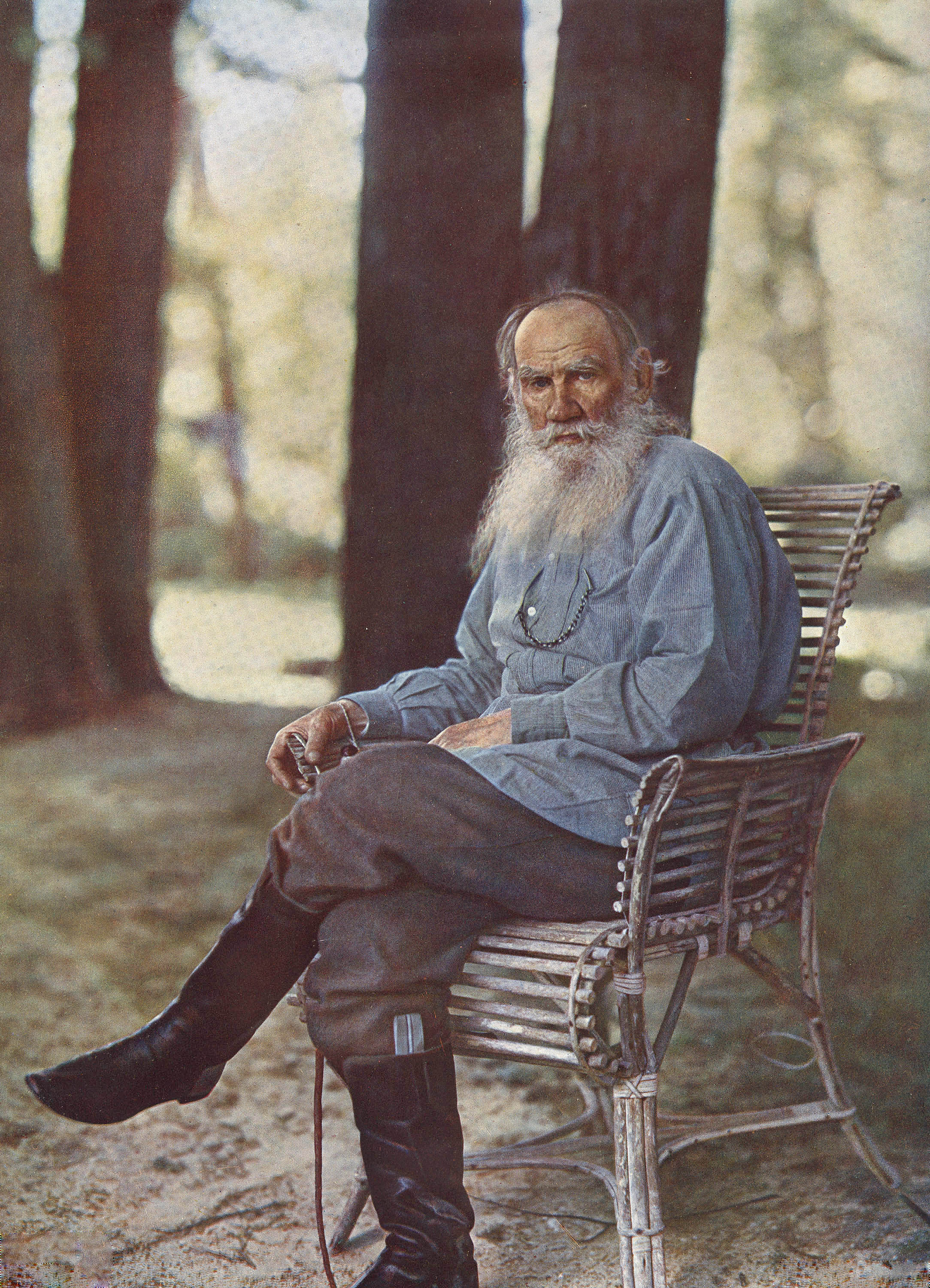
Només es coneix una fotografia en color de l'autor, Leo Tolstoi, presa a la seva finca Yasnaya Polyana el 1908 (79 anys) per Serguei Prokudin-Gorski.

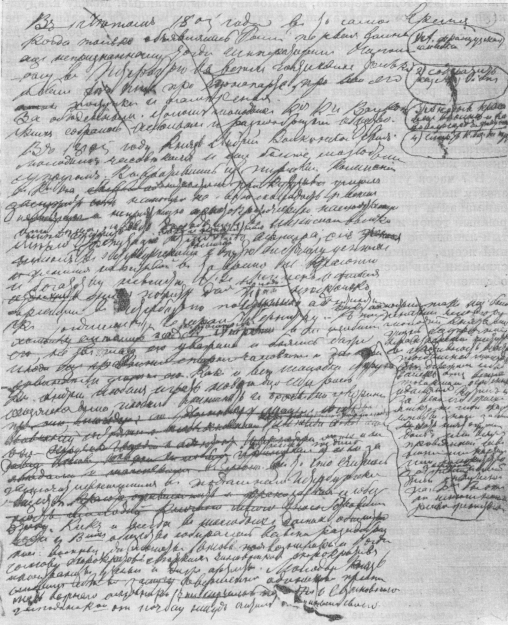
Notes de Tolstoi del novè esborrany de Guerra i Pau, 1864.

Tolstoi va començar a escriure Guerra i pau el 1863, l'any en què finalment es va casar i es va establir a la seva finca de camp. Al setembre d'aquell any, va escriure a Elizabeth Bers, la seva cunyada, preguntant-li si podia trobar qualsevol crònica, diari o registre que es relacionés amb el període napoleònic a Rússia. Estava consternat en trobar que pocs registres escrits cobrien els aspectes domèstics de la vida russa en aquell moment, i va tractar de rectificar aquestes omissions en els seus primers esborranys de la novel·la. La primera meitat del llibre va ser escrita i titulada 1805. Durant l'escriptura de la segona meitat, va llegir àmpliament i va reconèixer Arthur Schopenhauer com una de les seves principals inspiracions. Tolstoi va escriure en una carta a Afanasy Fet que el que havia escrit en Guerra i pau també ho diu Schopenhauer en El món com a voluntat i representació. No obstant això, Tolstoi «s'hi acosta a l'altra banda».
El primer esborrany de la novel·la es va completar el 1863. El 1865, el periòdic Russkiy Vestnik (‘El missatger rus') va publicar la primera part d'aquest esborrany amb el títol de 1805 i en va publicar més l'any següent. Tolstoi no estava satisfet amb aquesta versió, tot i que va permetre que diverses parts d'ella es publiquessin amb un final diferent el 1867. Va reescriure la novel·la sencera entre 1866 i 1869. L'esposa de Tolstoi, Sófia Tolstaia, va copiar fins a set manuscrits complets separats abans que Tolstoi el considerés a punt per a la seva publicació. La versió que es va publicar a Russkiy Vestnik tenia un final molt diferent de la versió publicada sota el títol Guerra i pau el 1869. Els russos que havien llegit la versió en sèrie estaven desitjosos de comprar la novel·la completa, i es va esgotar gairebé immediatament. La novel·la es va traduir immediatament després de la seva publicació a molts altres idiomes.
No se sap per què Tolstoi va canviar el nom a Guerra i pau (Война и мир en ortografia de nou estil, Voyna i mir). Podria haver pres el títol de l'obra de 1861 de Pierre-Joseph Proudhon: La Guerre et la Paix (‘La guerra i la pau’ en francès). El títol també pot ser una referència a l'emperador romà Tit (regnat 79-81 dC) descrit com un mestre de la guerra i la pau a Vides dels dotze cèsars, escrit per Suetoni el 119.
El manuscrit de 1805 va ser reeditat i anotat a Rússia el 1893 i ha estat des de llavors traduït a anglès, alemany, francès, castellà, neerlandès, suec, finès, albanès, coreà i txec.
Tolstoi va ser fonamental per portar un nou tipus de consciència a la novel·la. La seva estructura narrativa no només es destaca pel punt de vista de Déu sobre i dins dels esdeveniments, sinó també per la manera en què ràpidament i sense fi va retratar el punt de vista d'un personatge individual. El seu ús dels detalls visuals és sovint comparable al cinema, fent servir tècniques literàries que s'assemblen al panning, els plans amples i els primers plans. Aquests dispositius, encara que no són exclusius de Tolstoi, formen part del nou estil de la novel·la que va sorgir a mitjans del segle xix i de la qual Tolstoi es va demostrar mestre.
El text rus estàndard de Guerra i pau es divideix en quatre llibres (que comprenen quinze parts) i un epíleg en dues parts. Aproximadament la primera meitat es refereix estrictament als personatges de ficció, mentre que les últimes parts, així com la segona part de l'epíleg, consisteixen cada vegada més en assajos sobre la naturalesa de la guerra, el poder, la història i la historiografia. Tolstoi va intercalar aquests assajos en la història d'una manera que desafiava la convenció fictícia anterior. Algunes versions abreujades eliminen aquests assajos completament, mentre que altres, publicats fins i tot durant la vida de Tolstoi, simplement van traslladar aquests assajos a un apèndix.

## Realisme
La novel·la té lloc seixanta anys abans de l'època de Tolstoi, però ell havia parlat amb persones que van viure durant la invasió francesa de Rússia de 1812. Llegia totes les històries disponibles en rus i francès sobre les Guerres Napoleòniques i havia llegit cartes, revistes, autobiografies i biografies de Napoleó i altres actors clau d'aquella època. Hi ha aproximadament 160 persones reals anomenades o referides en Guerra i pau.
Va treballar a partir de materials primaris (entrevistes i altres documents), així com de llibres d'història, textos de filosofia i altres novel·les històriques. Tolstoi també va utilitzar una gran quantitat de la seva pròpia experiència a la Guerra de Crimea per aportar detalls vius i relats de primera mà de com l'Exèrcit Imperial Rus estava estructurat.
Tolstoi era crític amb la història estàndard, especialment la història militar, a Guerra i pau. Al començament del tercer volum de la novel·la explica les seves pròpies opinions sobre com s'hauria d'escriure la història.

## Llenguatge

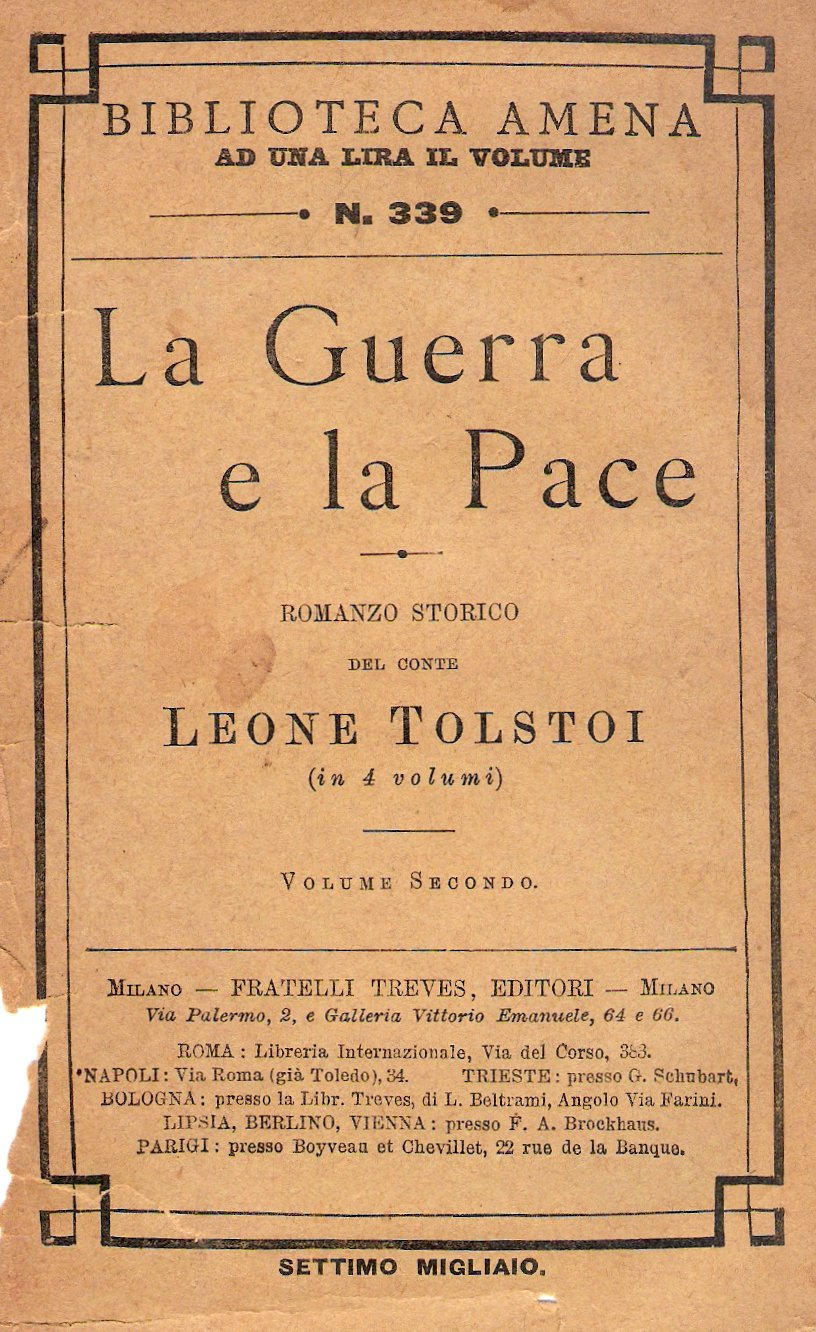
Portada de la guerra i la pau, traducció italiana, 1899.

Encara que el llibre està principalment en rus, parts significatives del diàleg estan en francès. S'ha suggerit que l'ús del francès és un dispositiu literari deliberat, per retratar l'artifici mentre el rus emergeix com una llengua de sinceritat, honestedat i serietat. No obstant això, també podria representar simplement un altre element de l'estil realista en el qual està escrit el llibre, ja que el francès era la llengua comuna de l'aristocràcia russa, i més generalment les aristocràcies de l'Europa continental, en aquell moment. De fet, la noblesa russa sovint només coneixia prou rus per comandar els seus servents; Tolstoi ho il·lustra mostrant que Julie Karagina, un personatge de la novel·la, no està tan familiaritzada amb la llengua materna del seu país i així ha de fer lliçons de rus.
L'ús del francès disminueix a mesura que avança el llibre. S'ha suggerit que això és per a demostrar que Rússia s'allibera de la dominació cultural estrangera i per a demostrar que una nació que una vegada va ser amiga s'ha convertit en un enemic. A mitjan llibre, uns quants membres de l'aristocràcia russa estan desitjosos de trobar tutors russos per a si mateixos.

## Context històric

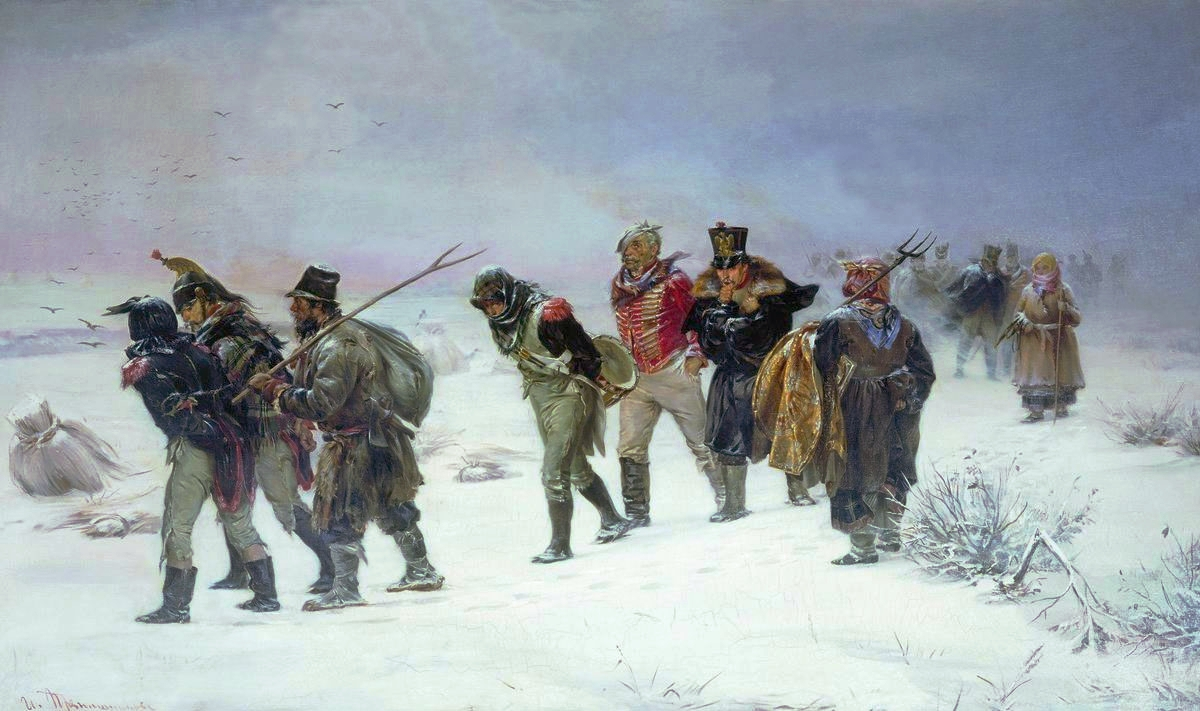
El 1812, l'artista rus Illarion Pryanishnikov.

La novel·la abasta el període entre 1805 i 1820. L'era de Caterina la Gran encara estava fresca en la ment de les persones grans. Caterina havia fet del francès la llengua de la seva cort reial. Durant els següents 100 anys, es va convertir en un requisit social per a la noblesa russa parlar francès i entendre la cultura francesa.
El context històric de la novel·la comença amb l'execució de Lluís Antoni, duc d'Enghien el 1805, mentre que Rússia és governada per Alexandre I durant les Guerres Napoleòniques. Els esdeveniments històrics clau que es van introduir en la novel·la inclouenn la Campanya d'Ulm, la batalla d'Austerlitz, els Tractats de Tilsit i el Congrés d'Erfurt. Tolstoi també fa referència al Gran Cometa de 1811 just abans de la invasió francesa de Rússia: 1, 6, 79, 83, 167, 235, 240, 246, 363-364 
Tolstoi utilitza la batalla d'Ostrovno i la batalla de Borodinó en la seva novel·la, abans de l'ocupació de Moscou i el posterior incendi. La novel·la continua amb la Batalla de Tarutino, la batalla de Maloiaroslàvets, la Batalla de Vyazma, i la Batalla de Krasnoi. La batalla final citada és la Batalla de Berezina, després de la qual els personatges es mouen amb la reconstrucció de Moscou i les seves vides: 392-396, 449-481, 523, 586-591, 601, 613, 635, 638, 655, 640 

## Argument
La trama es desenvolupa fonamentalment seguint la història entrecreuda de quatre famílies:
- La família Bezúkhov (essencialment Pierre)
- La família Bolkonski (el vell príncep, el príncep Andrei, la princesa Maria)
- La família Rostov (el comte, Nataixa, Nikolai)
- La família Kuraguin (Elena i Anatoli)

Al costat dels personatges de ficció, que es consideren els autèntics eixos de la trama, hi apareixen nombrosos personatges històrics, com són l'emperador Napoleó I, el tsar rus Alexandre I, i el general Kutúzov.
A la novel·la hi ha tres personatges centrals: el príncep Andrei, intel·ligent i erudit, però descontent; el comte Bezúkhov, hereu d'una gran fortuna i que té una problemàtica concreta relacionada amb el fet de ser una persona important a la societat russa; i la comtessa Nataixa Rostova, jove, bonica i simpàtica, membre d'una família carregada de deutes.
Guerra i pau es divideix en diferents parts, que són: la introducció al lector sobre els personatges principals; l'exèrcit rus a Europa i la batalla d'Austerlitz); la pau; la guerra 
de Rússia de 1812 i la derrota dels exèrcits francesos; i finalment la pau postnapoleònica. A més, descriu els balls i reunions que se celebraven a casa les famílies aristocràtiques de Rússia, on el tema de conversa era la guerra i la invasió napoleònica. S'hi descriuen també els vincles que les famílies russes establien entre elles a través dels compromisos matrimonials, i la importància que aquestes relacions tenien per a la societat.
Tolstoi, a més, escriu profusament sobre les seves pròpies opinions sobre la història, la guerra, la filosofia i la religió.

## Personatges principals
- Piotr Bezúkhov, dit Pierre
- Nataixa Rostova
- Andrei Bolkonski
- Maria Bolkònskaia
- Nikolai Rostov
- Napoleó
- Mikhaïl Kutúzov
- Elena Kuràguina, dita Hélène
- Anatoli Kuraguin, dit Anatole

Es diu que molts dels personatges de Tolstoi es basaven en persones reals que coneixia. Per exemple, Nikolai Rostov i Maria Bolkonskaia són un reflex dels records que Tolstoi tenia dels seus pares, mentre que Nataixa és una barreja de la seva esposa i la seva cunyada. Pierre i el príncep Andrei tenen trets de la personalitat del mateix autor, el qual fa servir moltes dades autobiogràfiques a la història d'aquests dos personatges.

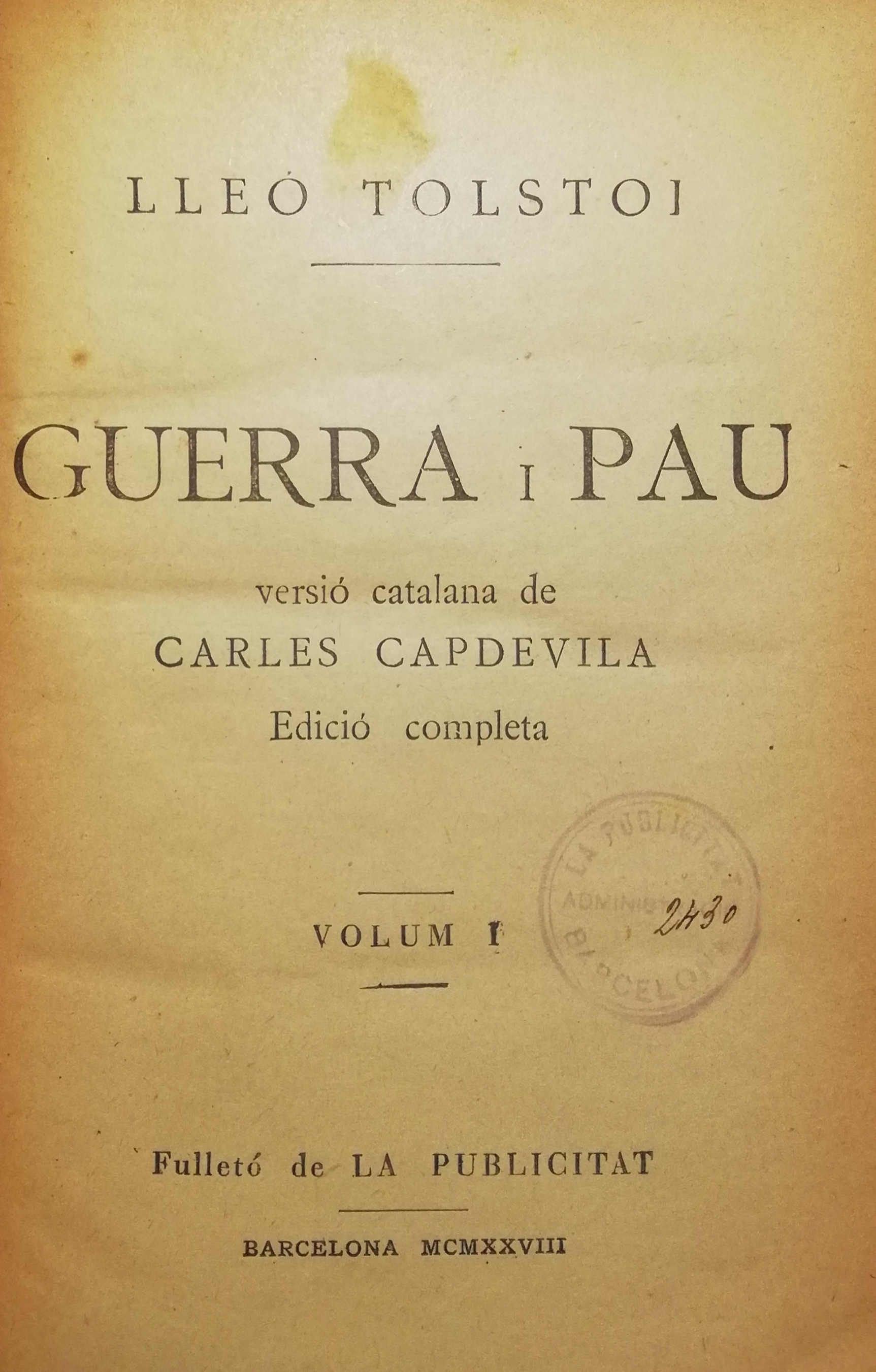
Guerra i Pau en la versió catalana publicada a Barcelona l'any 1928

La versió en català de la novel·la del 1928, Guerra i pau, és de Carles Capdevila (1879-1937), que la tradueix del francés (i no del rus). L'any 2023 apareix una nova traducció —a partir del text canònic rus— feta per Judit Díaz Barneda.

## Altres suports
L'any 1968 es va estrenar Guerra i pau, una adaptació cinematogràfica de l'obra per part del director soviètic Serguei Bondartxuk. La pel·lícula va ser la producció més cara de la història del cinema soviètic i va ser filmada en quatre parts amb una duració total de 484 minuts, és a dir, 8 hores.
La cadena BBC va realitzar el 2015 una nova adaptació de la novel·la per a la televisió, que va sortir el 2016 en sis episodis. El guió va a càrrec d'Andrew Davies.